# Martin Mainer
Martin Mainer est un artiste tchèque né le 31 octobre 1959 à Ostrava.
Il a étudié à l'École des arts appliqués de Prague, de 1978 à 1981, à l'Académie des beaux-arts de Prague de 1981 à 1985 (prof. A. Padrlík). En 1993 il reçoit le prix Jindřich Chalupecký, le plus prestigieux prix tchèque d'art. Il a travaillé au Centre artistique de Headlends, ses peintures sont par exemple présentes au Rijksmuseum d'Amsterdam.
Mainer a participé également au IBCA (2005) à la Galerie nationale à Prague. Depuis 1998, ils enseignent l'art à l'Université Masaryk à Brno. Depuis 2005 il est professeur, le titre scolaire tchèque le plus élevé. Ses étudiants sont par exemple Alfred Symůnek, Jan Karpíšek, Jan Sytař. Il est divorcé et a deux filles, Marie et Karolina. Il vit avec Veronika Bromová, une autre artiste tchèque célèbre.